# Чернелица
Чернели́ца (укр. Чернелиця) — посёлок в Коломыйском районе Ивано-Франковской области Украины. Административный центр Чернелицкой поселковой общины.

## История

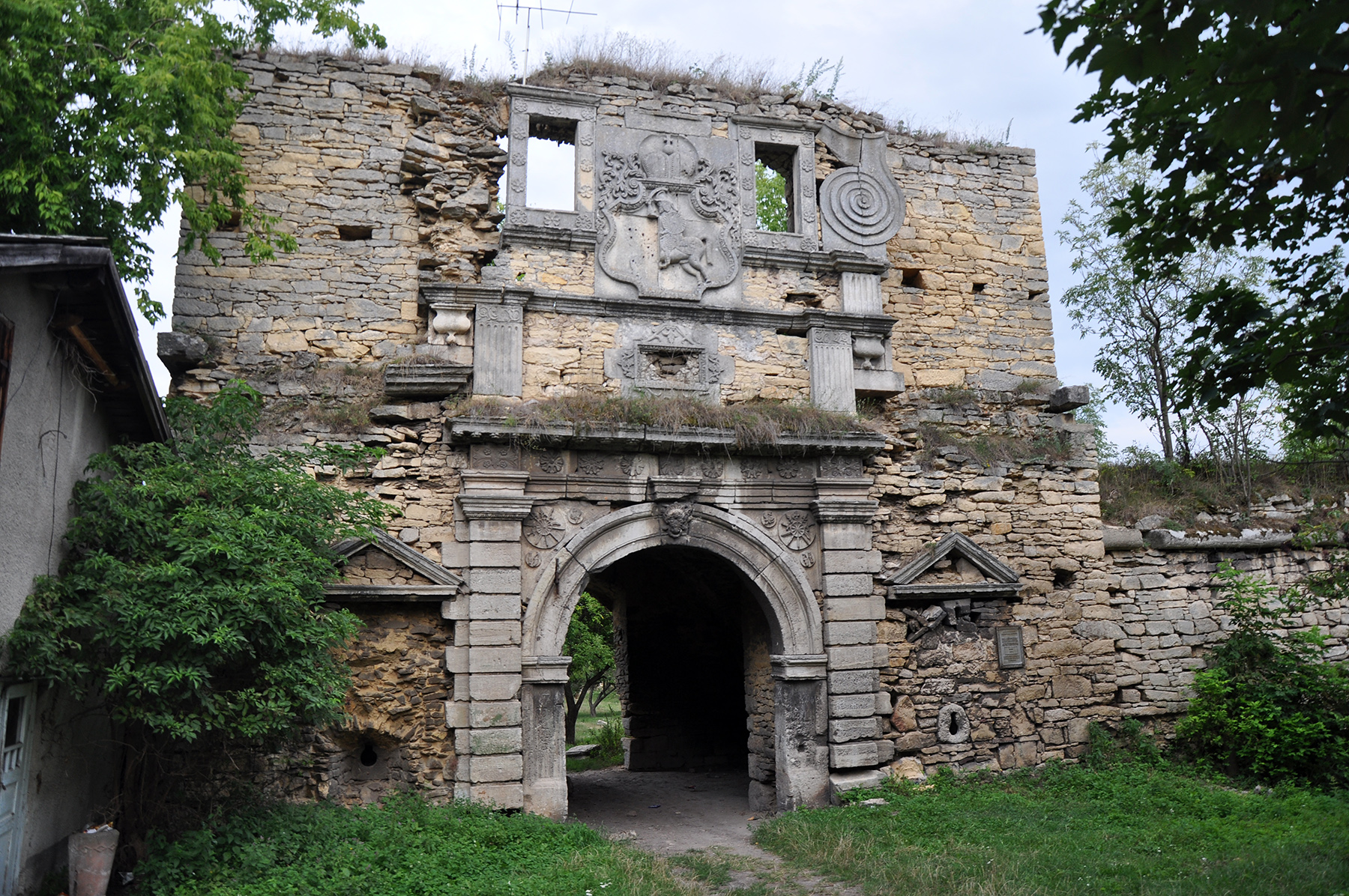
Чернелицкий замок

В январе 1989 года численность населения составляла 2055 человек.
На 1 января 2013 года численность населения составляла 1700 человек.